# Karczemki (województwo pomorskie)
Karczemki (dodatkowa nazwa w j. kaszub. Karczemczi; niem. Friedenau) – wieś kaszubska w Polsce, położona w województwie pomorskim, w powiecie wejherowskim, w gminie Szemud przy drodze wojewódzkiej nr 218. Połączenie z Gdynią umożliwiają autobusy komunikacji miejskiej (linia nr "191, 193"). Karczemki stanowią wieś w sołectwie Karczemki.

## Historia
W okresie międzywojennym znajdował się tu kościół ewangelicki należący do parafii wchodzącej w skład superintendentury (diecezji) wejherowskiej Ewangelickiego Kościoła Unijnego. Kościół został rozebrany po II wojnie światowej. Przy kościele znajdowała się pastorówka, pełniąca po wojnie funkcję szkoły. W miejscowości jest też cmentarz ewangelicki zlokalizowany przy ul. Gdańskiej.
W latach 1975–1998 miejscowość administracyjnie należała do województwa gdańskiego.